# Servant of Love
Servant of Love è il nono album in studio della cantautrice statunitense Patty Griffin, pubblicato nel 2015.

## Tracce
1. Servant of Love – 5:06
2. Gunpowder – 4:22
3. Good and Gone – 3:11
4. Hurt a Little While – 4:06
5. 250,000 Miles – 4:32
6. Made of the Sun – 3:55
7. Everything's Changed – 3:42
8. Rider of Days – 3:31
9. There Isn't One Way – 4:03
10. Noble Ground – 4:05
11. Snake Charmer – 2:32
12. You Never Asked Me – 3:38
13. Shine a Different Way – 5:17